# 정천초등학교 (전북)
정천초등학교는 대한민국 전북특별자치도 진안군 정천면 갈용리 380에 있었던 공립 초등학교이다.

## 연혁
- 1923년 6월 1일 정천공립보통학교(4년제) 개교(설립인가 5월 18일)
- 1938년 4월 1일 정천공립심상소학교(6년제)로 명칭 변경
- 1941년 4월 1일 정천공립국민학교로 명칭 변경
- 1950년 4월 1일 정천국민학교로 명칭 변경
- 1952년 4월 1일 모정국민학교 분리
- 1953년 4월 1일 용평국민학교 분리
- 1963년 1월 8일 조림국민학교 분리
- 1987년 3월 2일 병설유치원(1학급) 개원
- 1991년 2월 22일 백금철 교장 정년퇴임
- 1996년 3월 1일 정천초등학교로 개칭
- 1998년 2월 19일 제74회 졸업식(누계 2715명)
- 1998년 3월 1일 폐교 (조림초등학교로 통합)